# Rorippa integrifolia
Rorippa integrifolia är en korsblommig växtart som beskrevs av Loutfy Boulos. Rorippa integrifolia ingår i släktet fränen, och familjen korsblommiga växter. Inga underarter finns listade i Catalogue of Life.